# Hallenstadion
Das Hallenstadion im Quartier Oerlikon (Kreis 11) der Schweizer Stadt Zürich ist, ursprünglich als Velorennbahn gebaut, mit bis zu 15'000 Plätzen eine der grössten Mehrzweckhallen Europas. Es war von 1950 bis 2022 auch das Heimstadion des Eishockeyclubs ZSC Lions.
Ausserhalb der Schweiz ist das Hallenstadion als Austragungsort diverser Sport-Grossanlässe (Eishockey-Weltmeisterschaften und Sechstagerennen) bekannt, vor allem aber für die darin stattfindenden Konzerte bekannter Musiker und Bands.

## Geschichte

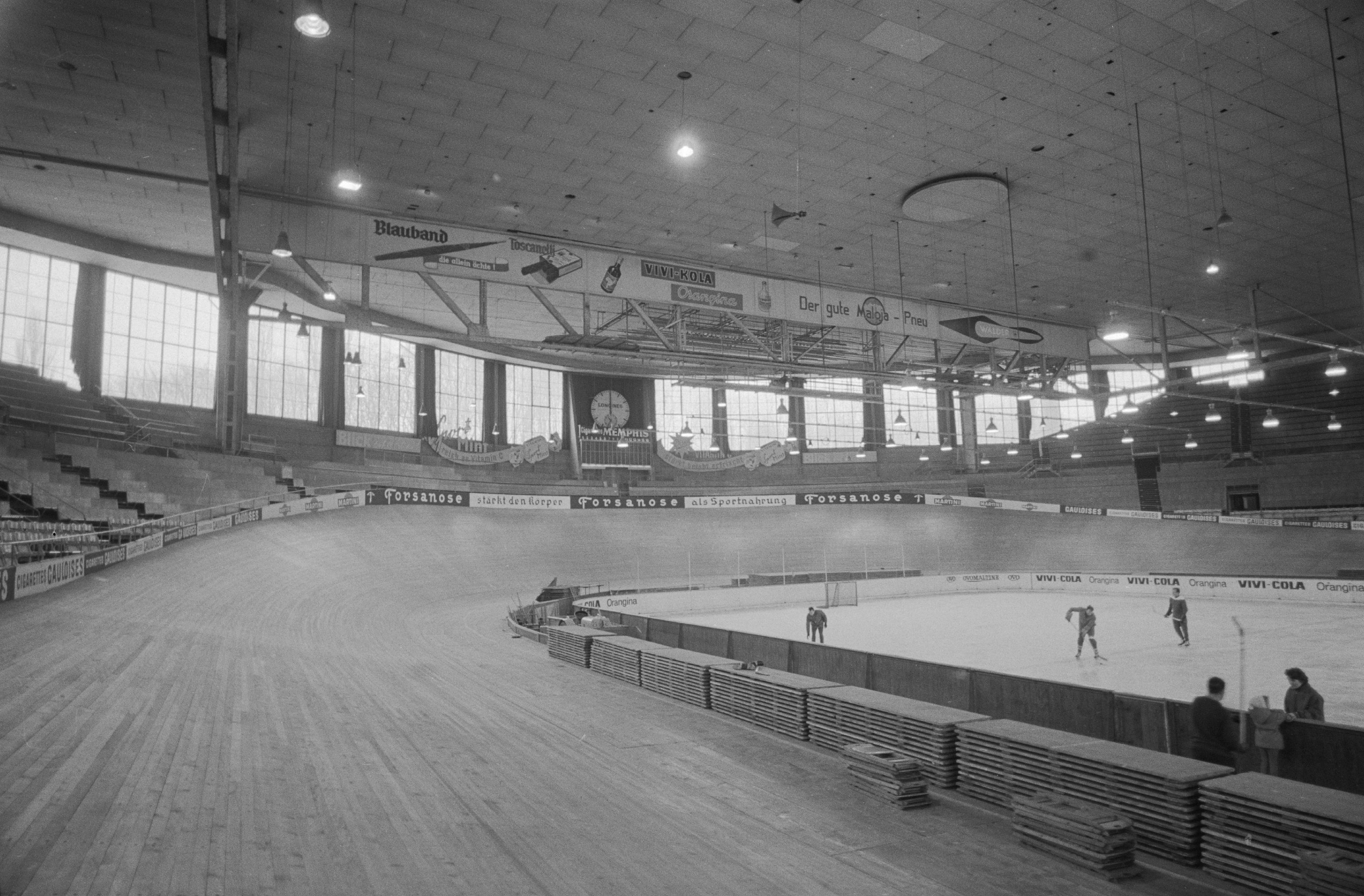
Radrennbahn ab 1939 und Eisfeld ab 1950 im Jahr 1966

Den Anstoss für den Bau des Hallenstadions gab in den 1930er-Jahren schlechtes Wetter. Nachdem wiederholt Veranstaltungen auf der Offenen Radrennbahn Oerlikon hatten ausfallen müssen, prüfte man die Möglichkeit einer Überdachung und einen allfälligen Neubau. Für letzteren liess man bei der damals noch unabhängigen Gemeinde Oerlikon eine Parzelle zwischen der offenen Rennbahn respektive der Wallisellenstrasse und dem Bahndamm der sogenannten NOB-Stammstrecke Oerlikon–Winterthur freihalten.

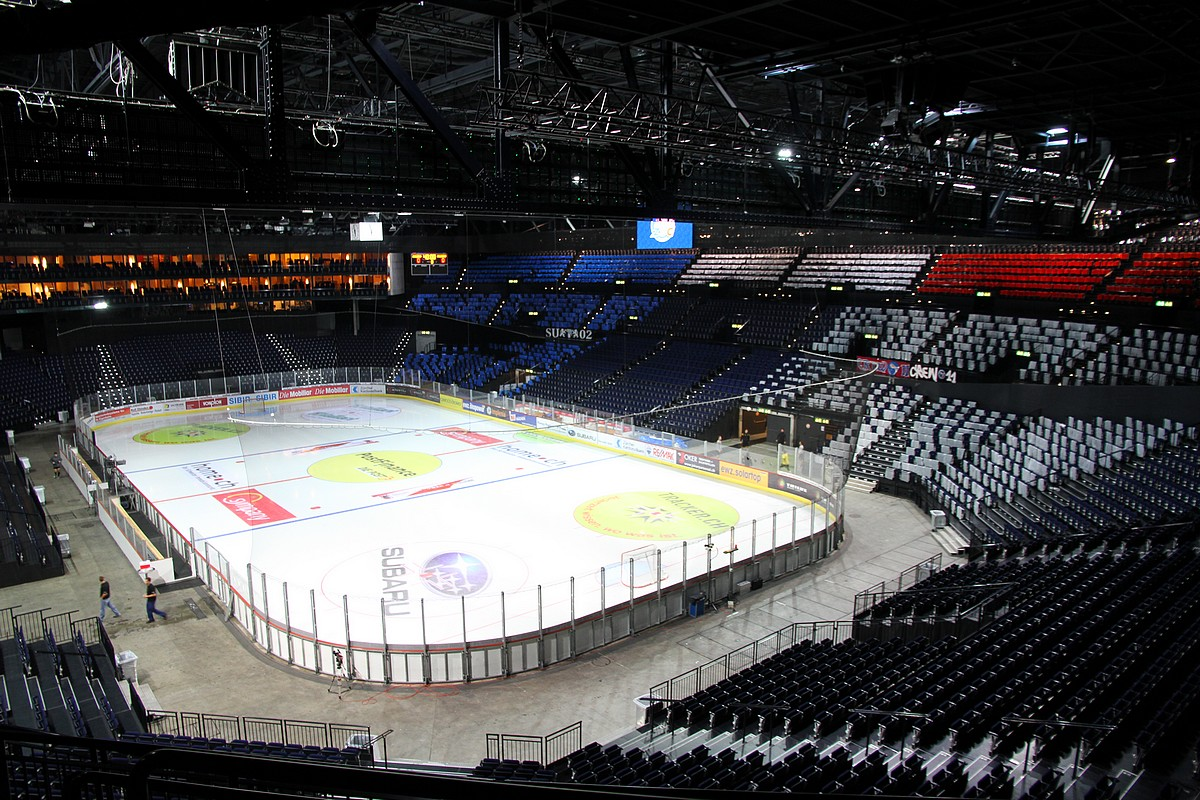
Hallenstadion nach dem Umbau von innen, hier mit Eisfeld für die ZSC Lions

Im Rahmen der zweiten Eingemeindung von 1934 wurde Oerlikon Teil von Zürich und das Projekt Hallenstadion erhielt durch die Platznot in den alten Stadtteilen zusätzlichen Auftrieb. Ein erster Schritt in Richtung Realisierung wurde am 20. September 1935 gemacht mit der Gründung der Genossenschaft Wallisellenstrasse und am 9. März 1937 gründete sich die Genossenschaft Hallenstadion, die bereits am 17. Juli in eine Aktiengesellschaft umgewandelt wurde. Die Aktiengesellschaft Hallenstadion Zürich stellte die Finanzierung des Baus sicher und setzte sich das Ziel, das Hallenstadion publikumswirksam während der in Zürich stattfindenden Landesausstellung 1939 zu eröffnen.
Mit dem Bau des Hallenstadions wurde nach Plänen des Architekturbüros Karl Egender und des Ingenieurs Robert Naef am 2. Mai 1938 begonnen. Trotz aller Anstrengungen gelang es nicht mehr, den Bau während der Landi '39 fertigzustellen, und die für den 18. Juli 1939 angesetzte Eröffnung wurde verschoben. Die grosse Eröffnung am 4. November 1939 fand, angesichts des Ausbruchs des Zweiten Weltkriegs, ausserhalb der Schweiz kaum Beachtung. Es war zu dieser Zeit die grösste Sporthalle Europas.
Ab dem 22. April 1945 wurde das Hallenstadion als Auffanglager für den Flüchtlingsstrom bei Kriegsende genutzt; bis zu 2000 Menschen waren im Hallenstadion untergebracht, vor allem wurden Soldaten, aber auch Zwangsarbeiter interniert, welche aus deutschen Lagern kamen. Am 25. Mai wurde das Stadion wieder für Sportveranstaltungen frei gegeben.

### Stadion mit Radrennbahn 1939 bis 2004
Das Herzstück des Baus bildete die ovale 250 Meter lange Radrennbahn. Das Holz für die Bahn stammte aus Kamerun. Erst bei einem kleineren Umbau wurde das Kunsteisfeld in der Arena innerhalb der Radrennbahn als zweites Herzstück der Anlage angelegt und am 18. November 1950 als erste Hallen-Eisbahn der Schweiz eingeweiht. Damit wurde das Hallenstadion die neue Heimstätte des Zürcher Schlittschuh-Clubs (ZSC), der vom Dolder im Stadtteil Hottingen nach Oerlikon zog. Fortan betrachteten die Zuschauer die Spiele über die Holzrennbahn hinweg auf «eine eigenartige Distanz».

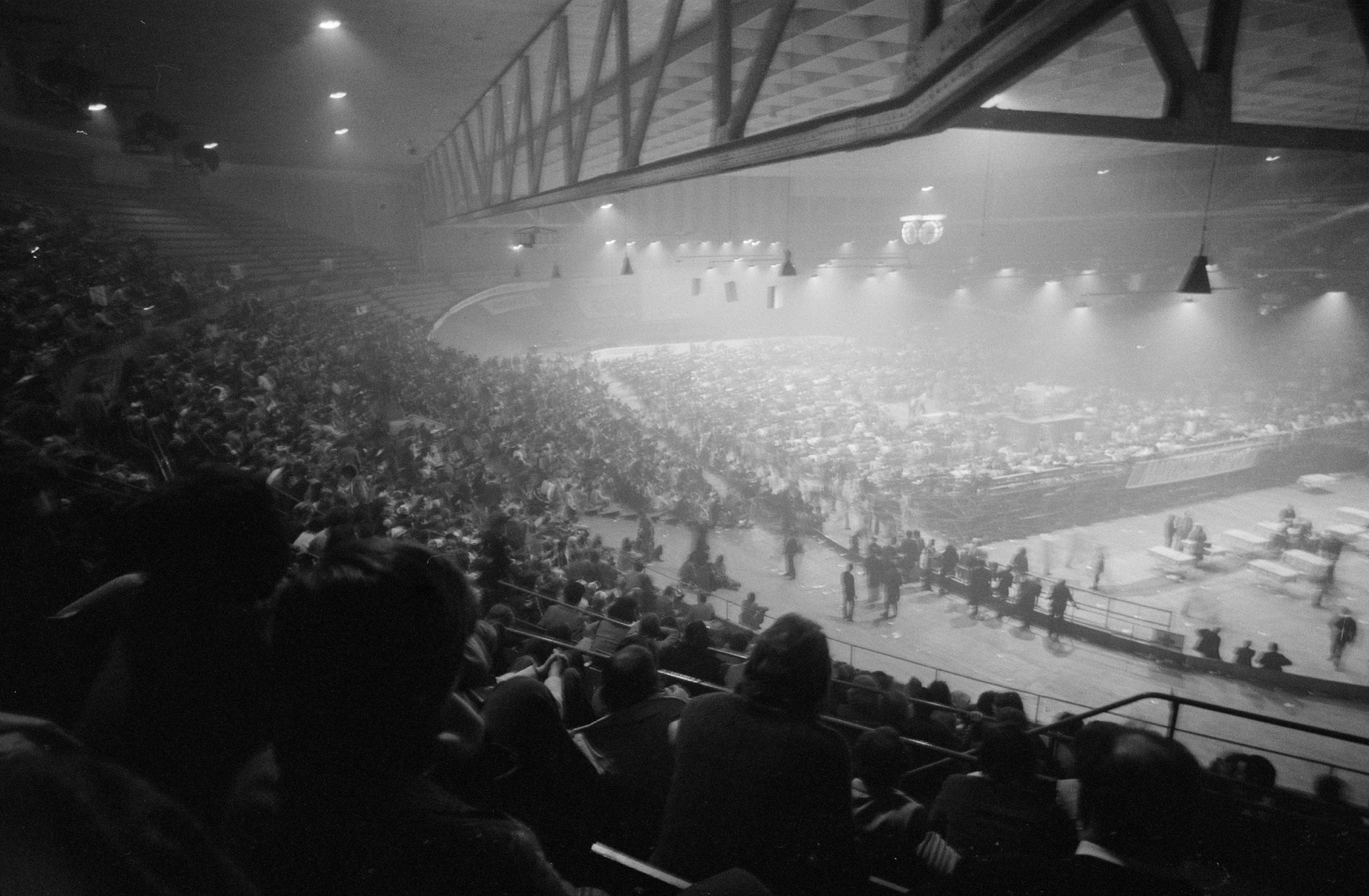
Im Hallenstadion bestand für Events bis zum Abbruch der Rennbahn ein Raumproblem, die Zuschauer waren auch teils zu weit entfernt.

Durch den tragfähigen zweiten Hallenboden, der sich flexibel auf die leicht versenkte Eisfläche in der Arena aufbringen lässt, konnte das Hallenstadion auch nach Einbau der Eisfläche als Mehrzweckhalle weiterverwendet werden. Die Anzahl der Veranstaltungen nahm in den folgenden Jahren rasch zu. 1954 wurde das erste Zürcher Sechstagerennen auf der Hallen-Rennbahn durchgeführt. Das erste Konzert fand 1955 im Hallenstadion statt. Diese heute wichtigste «Nebenfunktion» eröffnete Louis Armstrong.

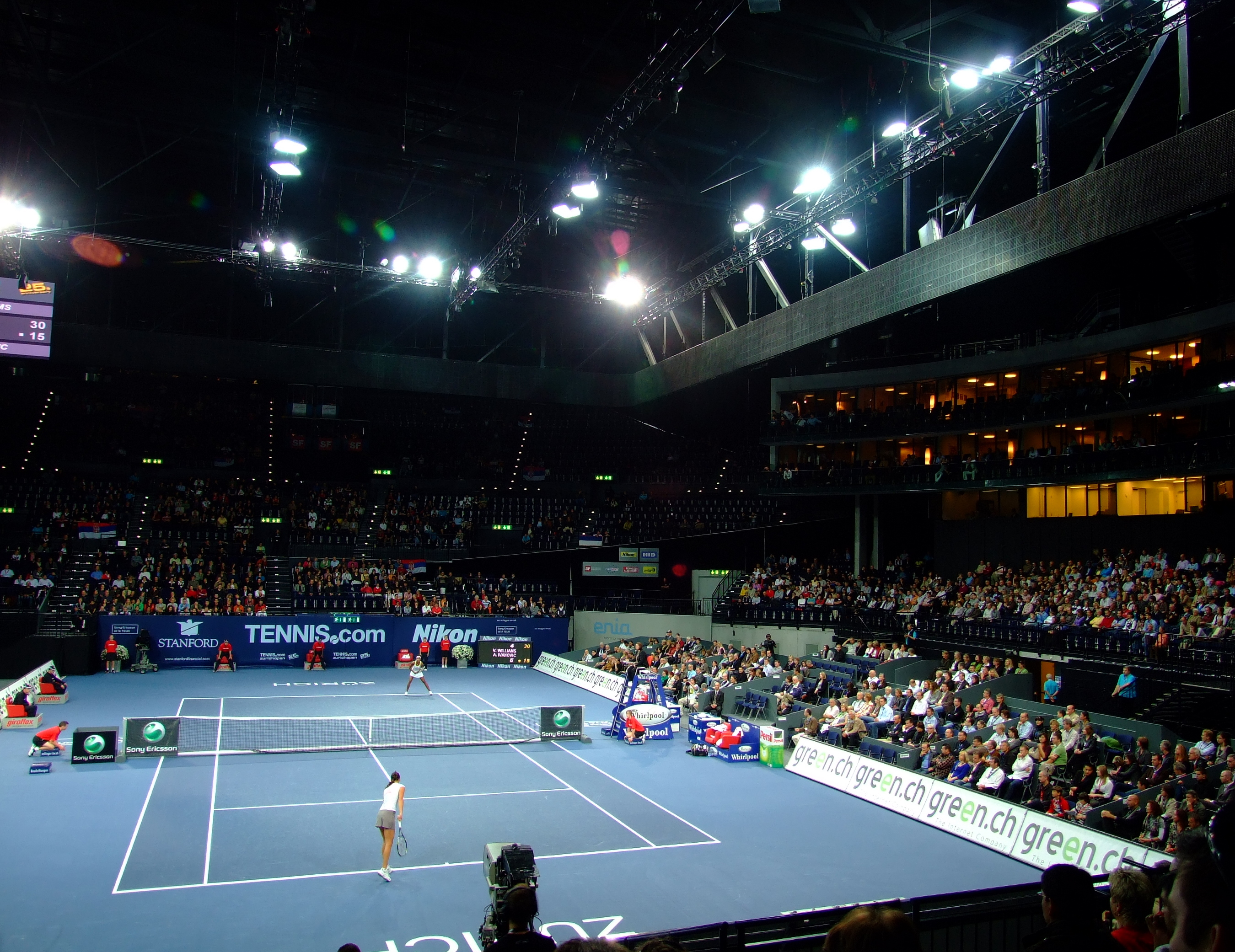
Venus Williams gegen Ana Ivanović bei den Zurich Open 2008

Das Hallenstadion beherbergte neben regelmässigen Radrennen, Reitturnieren, Eishockey-Spielen und Konzerten auch Eishockey-Weltmeisterschaften 1953 und 1998, die Handball-Weltmeisterschaft der Männer 1986, Boxkämpfe, Motocross-Rennen (ab 1982), Opern (Aida), Varieté-Shows, die Musikantenstadl-Tournee, Musicals, Art on Ice, verschiedene Bühnenprogramme, von 1992 bis 2003 die Technoparty Energy, Ausstellungen und Messen wie die Züspa, Konferenzen, Kongresse und Generalversammlungen Schweizer Grosskonzerne. Ausserdem wurden grosse Eurovisionssendungen im Hallenstadion veranstaltet wie zum Beispiel das internationale Finale des Grand Prix der Volksmusik.

### Umbau

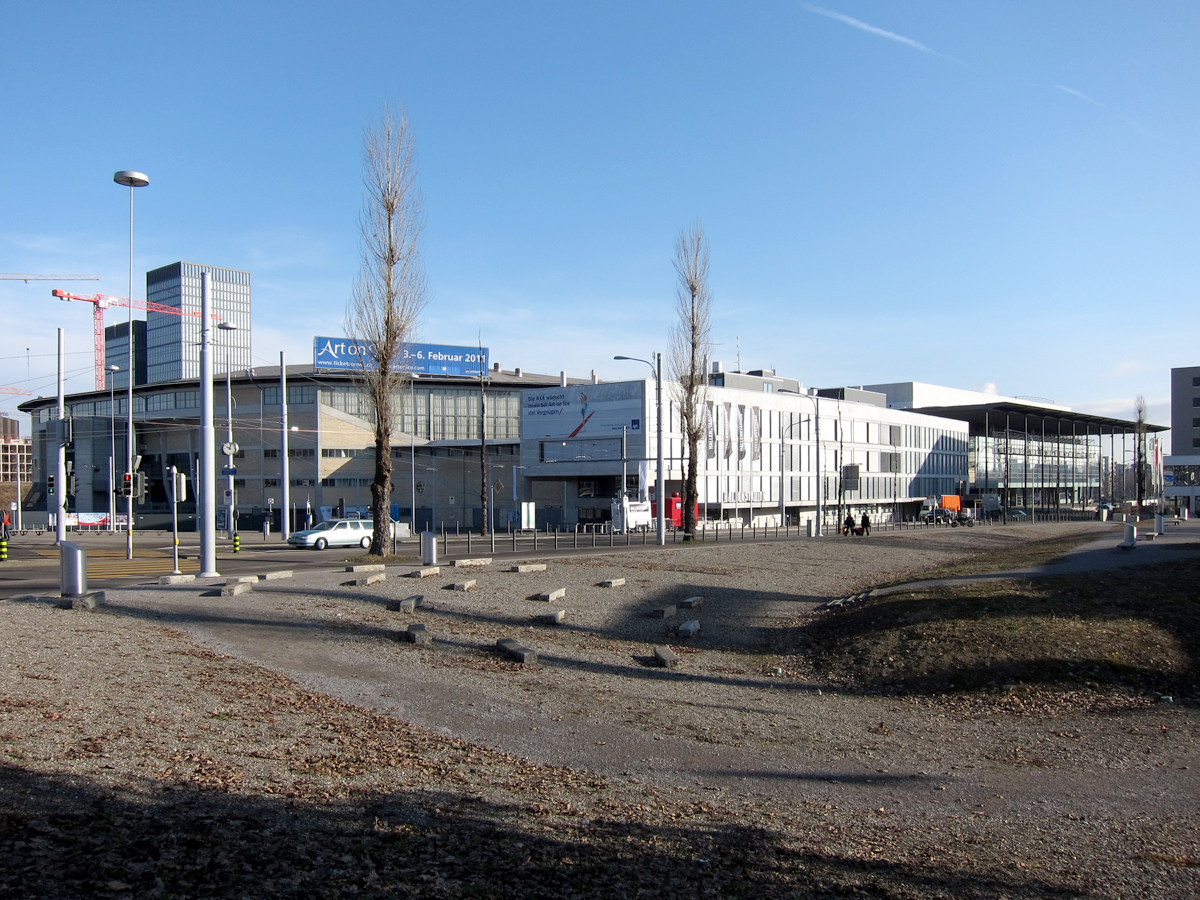
Hallenstadion mit Vorbau 2011 (rechts die Messe Zürich, im Hintergrund das Hochhaus Hagenholzstrasse)

Nach über sechzig Jahren intensiver Nutzung wurde das inzwischen denkmalgeschützte Hallenstadion zwischen Juli 2004 und August 2005 für 145 Millionen Franken umfassend von Pfister Schiess Tropeano renoviert. Die Planungszeit belief sich auf die Jahre 1999 bis 2004. Aufgrund der Bauarbeiten spielten die ZSC Lions in der Saison 2003/04 auf der städtischen Kunsteisbahn neben der Messehalle. Während das Gebäude äusserlich weitgehend unverändert blieb, entstand im Inneren ein komplett neues Stadion.
Die augenfälligste Veränderung war die Aufgabe der Radrennbahn. Sie war den nun meisten Veranstaltungen nur noch im Weg gestanden. Für darauf folgende Radrennen wurde temporär eine Bahn eingebaut mit nur noch 200 Metern Länge, rund 50 Meter kürzer als zuvor. Vom 28. Dezember 2006 bis 2. Januar 2007 wurde so zum ersten Mal wieder ein Sechstagerennen im Hallenstadion durchgeführt. Der neue Schwerpunkt lag fortan beim Eissport und den unzähligen Events. Zentrales Element ist der neue Vorbau, das Conference Center, anstelle des offenen Platzes vor dem alten Eingangsbereich. Das neue Konferenzzentrum bietet erstmals einen rollstuhlgängigen Zugang zum Stadion. Die Publikumsströme wurden endgültig aus den alten Katakomben verbannt und als Novum wurden 20 Logen zur Dauer- und Einzelvermietung erstellt. Neben der Renovierung der Mannschaftsgarderoben wurden schliesslich auch die improvisierten Einzelgarderoben für die Künstler fest eingerichtet. Neu sind auch gepolsterte Klappsitze und die Möglichkeit, die Halle zu kühlen.
Den Abschluss der Umbauarbeiten markierte die öffentliche Präsentation der Halle im Rahmen eines Festes am 31. Juli 2005. Dazu gehörten Führungen durch die gesamte Anlage und ein Showprogramm auf der neuen Eisfläche, unter anderem mit einem Showtraining des ZSC. Der reguläre Betrieb der Halle wurde am 5. August mit einer Tagung des 14. Dalai Lama aufgenommen. Das Hallenstadion hat seit dem Umbau eine Kapazität von maximal 15'000 Zuschauern.

### Auszug der ZSC Lions
Die doppelte Belegung durch das Eishockey sowie Konzertveranstalter von Herbst bis Frühling führte immer wieder zu Terminschwierigkeiten. So musste beispielsweise die von den ZSC Lions gewonnene Finalpartie der Champions Hockey League 2008/09 nach Rapperswil verlegt werden. Auch die höchste Schweizer Eishockeyliga musste häufig wegen Konzerten kurzfristige Wechsel am Spielplan vornehmen. Am 25. September 2016 stimmte das Zürcher Stimmvolk für den Bau des neuen Eishockeystadions Swiss Life Arena in Zürich-Altstetten. Das Hallenstadion erhielt dadurch einerseits mehr Freiheit in der Termingestaltung, verlor andererseits aber den langjährigen Ankermieter.
Nach fast 72 Jahren ging die Eishockey-Ära im Hallenstadion am 29. April 2022 mit dem letzten Heimspiel der ZSC Lions während des Playoff-Finals gegen den EV Zug zu Ende. Dieses Spiel verloren die ZSC Lions 0:2 gegen den EV Zug.
Aufgrund des Auszugs des Eishockey-Teams ersetzt das Hallenstadion sein permanentes Eisfeld durch einen höheren Betonboden. Für Eiskunstlaufevents kommt ein temporäres Eisfeld zum Einsatz.

## Zahlen und Fakten
Die Gesamtfläche des Hallenstadions beträgt mehr als 14'000 m² und hat die folgenden Abmessungen: 148 m × 168 m × 24 m (Länge × Breite × Höhe). Die bespielbare Fläche beträgt 80 m × 50 m × 17 m. Die Arena verfügt über zwei Lkw-Direktzufahrten (bis zu 40 t) und fasst bis zu 15'000 Personen.